# Archiefwezen (België)
Het Belgisch archiefwezen bestaat uit verschillende niveaus en diensten, maar allen ze zijn verantwoordelijk voor het bewaren van het Belgische verleden in al zijn aspecten.

## Rijksarchieven
Over heel België verspreid liggen zestien verschillende Rijksarchieven in de Provinciën met aan het hoofd het Algemeen Rijksarchief. Deze archieven zijn territoriaal verdeeld over de verschillende gewesten en gemeenschappen. Vlaanderen telt in dat opzicht zeven archieven, Wallonië acht en de Duitstalige gemeenschap een. Deze archieven hangen af van de federale overheid, niét van de gemeenschappen (nl. de Franse, de Vlaamse en de Duitstalige gemeenschap). De federale Rijksarchieven in de Provinciën mogen ook niet verward worden met de archiefdiensten die afhangen van de provinciebesturen.

## Andere belangrijke nationale archiefdiensten
Daarnaast bestaan er in België federale archiefdiensten die onafhankelijk zijn van het Algemeen Rijksarchief.
- Het archief van het Ministerie van Buitenlandse Zaken, Buitenlandse Handel en Ontwikkelingssamenwerking

Hier worden behalve de archieven van het Ministerie van Buitenlandse Zaken sinds 1961 ook de archieven van het voormalige Ministerie van Koloniën bewaard. Hoewel het Ministerie al bestond van bij de oprichting van België, duurde het tot 1863 alvorens er een eigen archiefdienst werd opgericht.
- Het archief van de Federale Overheidsdienst Defensie

Op het Stafdepartement Inlichtingen en Veiligheid worden gegevens betreffende het Belgisch leger bijgehouden van de afgelopen vijftig jaar.
- De archiefdienst van het Koninklijk Museum van het Leger en de Krijgsgeschiedenis

Het is volgens de wet geregeld dat in principe alle documenten van het Ministerie van Landsverdediging, die ouder zijn dan vijftig jaar, moeten worden ondergebracht in de archiefdienst van het Koninklijk Museum. Zo bezit dit museum een archieven die teruggaan tot in de Oostenrijkse periode.
- Het Katholiek Documentatie- en Onderzoekscentrum (KADOC)
- Het Archief en Museum van de Socialistische Arbeidersbeweging - Instituut voor Sociale Geschiedenis (AMSAB-ISG)
- Liberas
- Het Archief en Documentatiecentrum voor het Vlaams Nationalisme (ADVN)
- Het Letterenhuis